# 艾伦·摩根 (帆船运动员)
艾伦·康格·摩根（英語：Alan Morgan，1909年3月30日—1984年6月22日），生于洛杉矶，美国前男子帆船运动员。他曾代表美国参加1932年夏季奥林匹克运动会帆船比赛，获得8米级金牌。